# His Secretary
His Secretary é um filme de comédia mudo produzido nos Estados Unidos, dirigido por Hobart Henley e estrelado por Lew Cody e Norma Shearer. Foi lançado nos Estados Unidos em 1925. É agora considerado um filme perdido.

## Sinopse
Ruth, uma jovem que está apaixonada por seu empregador, mas é ignorada por ele e por todos os outros homens, descobre o motivo de sua impopularidade enquanto está em uma viagem como secretária de seu empregador. Ela ouve seu chefe dizendo que não a beijaria. Após seu retorno, e após uma mudança em seu caráter e perspectiva, seu empregador tenta fazer amor com ela. Ela o rejeita de uma maneira que o irrita, e mais tarde ele declara seu amor por ela.

## Elenco
Norma Shearer as Ruth Lawrence
Lew Cody as David Colman
Willard Louis as John Sloden
Karl Dane as Janitor
Gwen Lee as Clara Bayne
Mabel Van Buren as Mrs. Sloden
Estelle Clark as Minnie
Donald Reed as Head Clerk (creditado como Ernest Gillen)

## Preservação
Nos dias atuais, não tem nenhum registro do filme arquivado, tornando-o um filme perdido.